# 9544 Scottbirney
9544 Scottbirney è un asteroide della fascia principale. Scoperto nel 1984, presenta un'orbita caratterizzata da un semiasse maggiore pari a 3,1927962 UA e da un'eccentricità di 0,0884598, inclinata di 5,89216° rispetto all'eclittica.